# Новозеландский фунт
Новозеландский фунт — валюта Новой Зеландии в период с 1907 по 1967 год. Как и британский фунт стерлингов, 1 новозеландский фунт состоял из 20 шиллингов, каждый из которых из 12 пенсов (ед. ч. — пенни). Новозеландский фунт был частью стерлинговой зоны. Он был заменён новозеландским долларом в 1967 году по курсу 0,5 фунта за 1 доллар (1 доллар = 10 шиллингов).

## Монеты
Долгое время в Новой Зеландии ходили монеты Великобритании и Австралии. Периодическая нехватка монет компенсировалась традиционным выпуском торговых жетонов, который начался в 1857 году. Количество разных типов токенов к 1881 году, когда прекратилось их изготовление, достигло 150. Однако жетоны продолжали обращаться до 1897 года. Позднее австралийские монеты ходили наравне с британскими.
Собственные монеты были выпущены в 1933 году достоинством 3 и 6 пенсов, 1 шиллинг, 1 флорин (2 шиллинга) и ½ кроны (2½ шиллинга). До 1947 года все они изготавливались из серебра. В 1940 году были введены бронзовые монеты ½ и 1 пенни. Все эти монеты имели хождение до 1965 года.
В 1949 году на Королевском монетном дворе отчеканили крону с серебряным листом папоротника и Южным крестом и отправили в Новую Зеландию, чтобы отметить визит Георга VI. Поездку отменили из-за болезни короля, но монеты все равно выпустили в оборот. Когда пять лет спустя Новую Зеландию посетили королева Елизавета и герцог Эдинбургский, это событие не отметили выпуском монет.
Дизайн монет
- Полпенни — маорийский тики
- Пенни — Новозеландский туи
- Три пенса — Два пату (новозеландское оружие)
- Шесть пенсов — птица Гуйя
- Шиллинг — Маорийский воин, держащий копьё
- Флорин — Киви.
- Полкроны — герб Новой Зеландии

Памятная монета (5 шиллингов) была выпущена в 1935, 1949 и 1953 годах в честь договора Вайтанги, королевского визита и коронации королевы Елизаветы II соответственно.
В 1940 в ознаменование столетия основания колонии были выпущены полукроны.

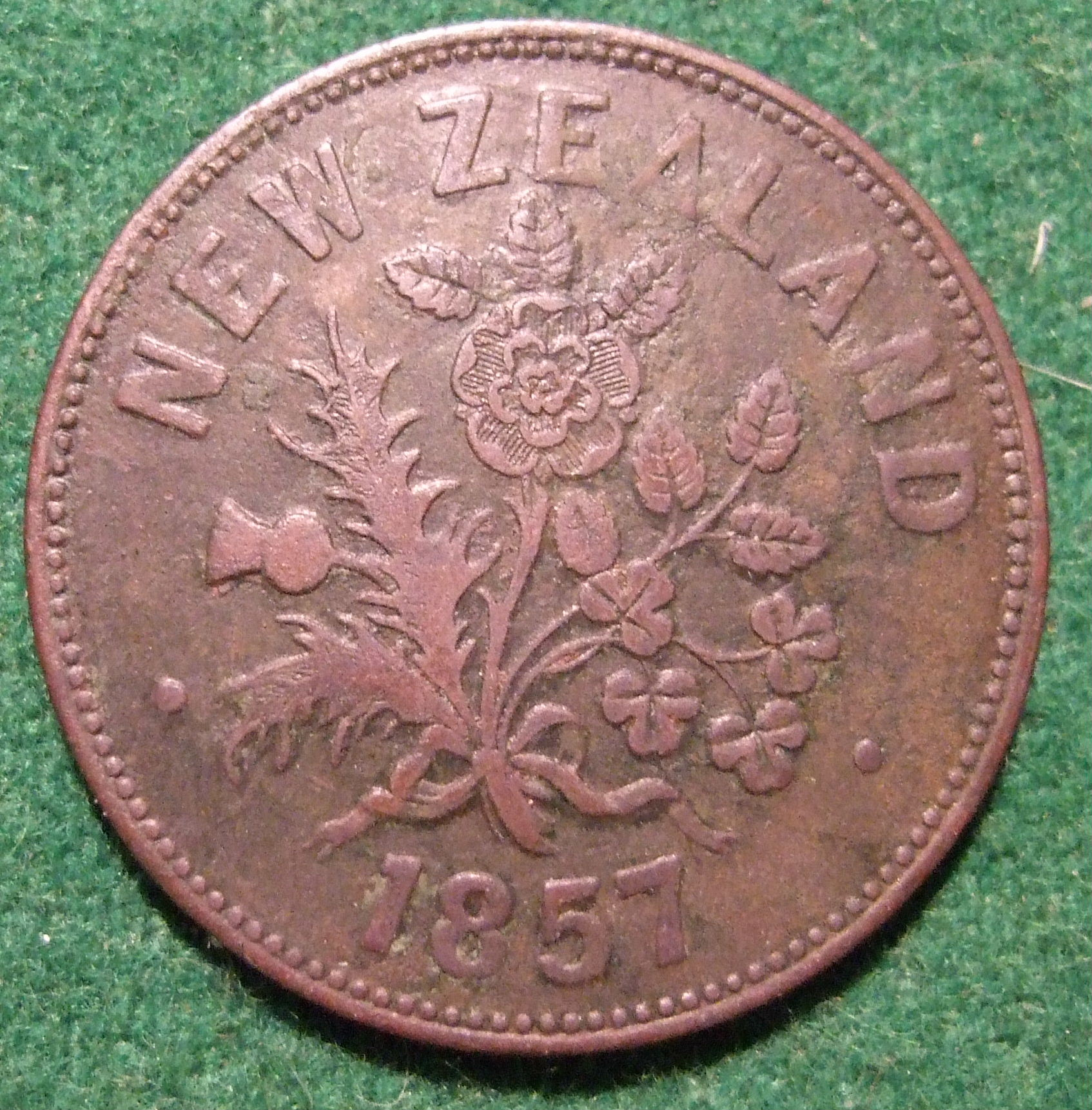
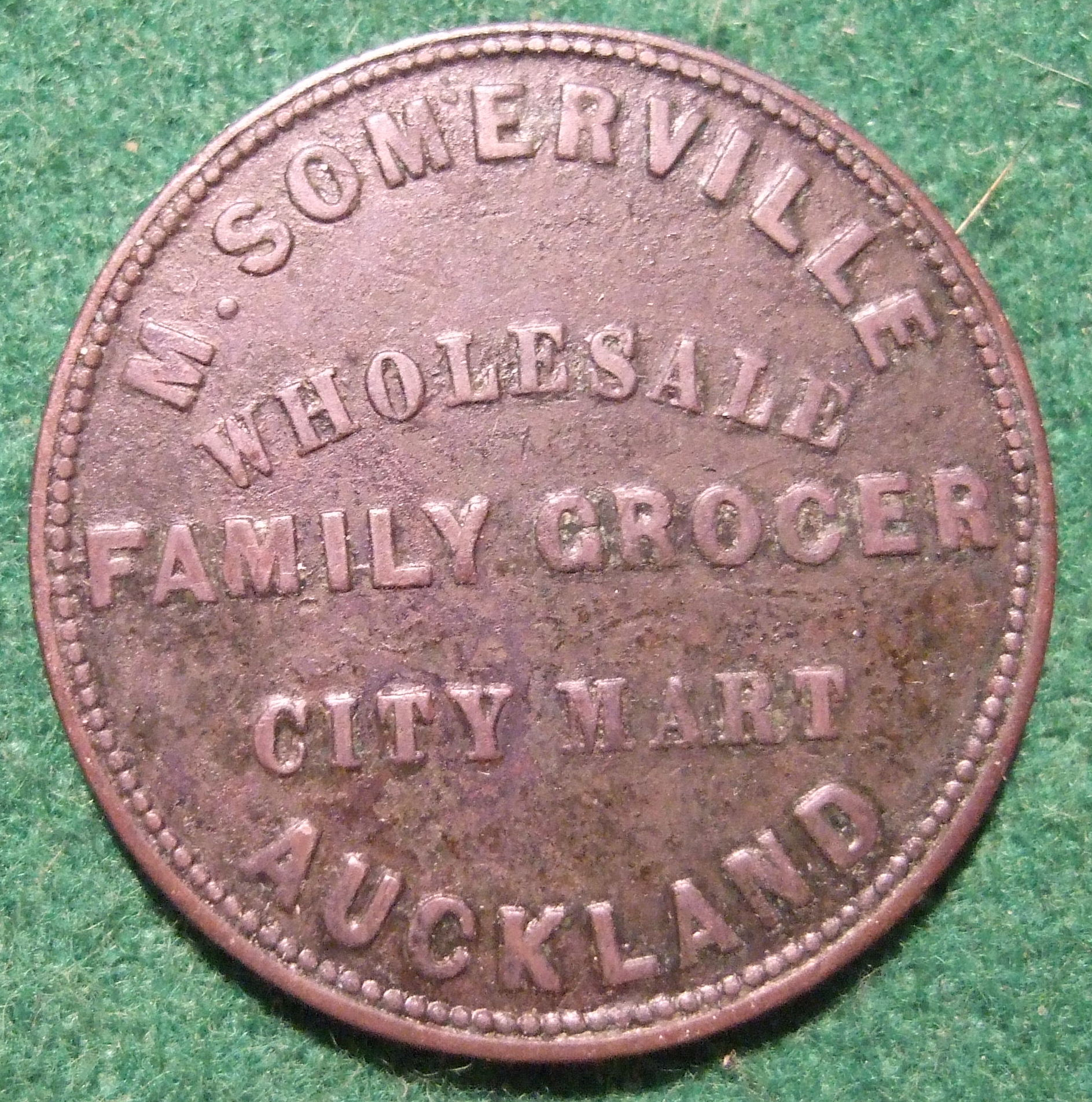

## Банкноты
До 1934 года банкноты выпускали частные банки. Первый выпуск новозеландских банкнот был осуществлён в 1840 году Объединённым банком Австралии.
В 1934 году Резервный банк Новой Зеландии выпустил банкноты 10 шиллингов, 1, 5 и 50 фунтов. В 1940 году к ним была добавлена банкнота 10 фунтов. Всего были выпущены банкноты двух серий: на одной изображались портреты маорийских королей, на второй Джеймс Кук.